# Matraca Berg
Matraca Maria Berg (Nashville, 3 febbraio 1964) è una cantautrice statunitense.

## Biografia
Oltre ad interpretare i suoi brani, ha anche scritto canzoni per artisti come Linda Ronstadt, Deana Carter, Reba McEntire, Dixie Chicks, Trisha Yearwood e altri. Nel 2008 è stata inserita nella Nashville Songwriters Hall of Fame.

## Discografia
- 1990 – Lying to the Moon
- 1994 – The Speed of Grace
- 1997 – Sunday Morning to Saturday Night
- 1998 – The Masters
- 1999 – Lying to the Moon and Other Stories
- 2011 – The Dreaming Fields
- 2012 – Love's Truck Stop